# Henri-Laurent Daillière
Pour les articles homonymes, voir Daillière.
Henri-Laurent Daillière (Tours, 26 février 1901 - au large de Freetown, 11 octobre 1942) est un officier de marine et aviateur français.

## Biographie
Il entre à l'École navale en octobre 1919 et en sort enseigne de vaisseau de 2e classe en octobre 1921 et est affecté au service artillerie du cuirassé Voltaire à Brest en 1923. Promu  enseigne de vaisseau de 1re classe en octobre, il sert comme second sur la Meuse à l’École navale en 1921-1925 puis passe aux sous-marins de Cherbourg en tant que second du Pierre Chailley et obtient en 1927 le certificat d'aptitude à la navigation sous-marine.
Second du sous-marin Bellone à Brest, il sert en 1929 au centre d'instruction d'aéronautique maritime de Rochefort et est promu lieutenant de vaisseau en février 1929.
En octobre 1929, il obtient son brevet de pilote de chasse et sort major de l’École de Rochefort. Il commande alors de 1930 à 1932 une escadrille puis la section d'entraînement à la base de Cherbourg-Chantereyne.
Instructeur à l’École de navigation aérienne à Brest, il commande l'escadrille 2 S 1 (1933-1935) et gagne en novembre 1934 la coupe Guilbaud.
En juin 1935, il bat le record du monde de distance sur hydravions comme second du Croix-du-Sud. Détaché à l'état-major de l'Armée de l'air, il est nommé en 1936 à l'escadrille E 4 à Berre où il est aux commandes de l'hydravion Cuverville.
Envoyé au 3e bureau de l’État-major général en 1937, il sort breveté de l’École de guerre navale et est promu capitaine de corvette en janvier 1939.
Lors de la déclaration de guerre avec l'Allemagne, il effectue en tant que chef de mission, avec le capitaine Paul Codos et Henri Guillaumet, de longues missions de reconnaissance au-dessus de l'Atlantique-Sud, à bord du Farman F 2234 no 1 F-AQJM Camille Flammarion, dans le but de localiser le croiseur cuirassé de poche de la Kriegsmarine l'Admiral Graf Spee, qui menait des missions dans l'hémisphère sud, en coulant de nombreux navires de ravitaillement à destination de l'Europe. Jamais découvert, le navire est  finalement contraint de se saborder au large de Montevideo, à la suite des dégâts que lui avait causés la Royal Navy. Nommé ensuite à l'amirauté comme adjoint du chef du Service de l'aéronautique maritime, il met au point avec le commandant Auphan, durant la campagne de France, des raids de bombardement qu'il effectue lui-même en tant que chef de bord et bombardier du Farman NC.223.4 Jules-Verne, un avion d'Air France de vitesse moyenne mais à long rayon d'action. Ainsi, en mai 1940, il fait sept missions de bombardement sur Aix-la-Chapelle, Anvers, Walcheren et Flessingue puis dans la nuit du 7 au 8 juin, détruit les usines Siemens de la banlieue nord de Berlin. Le 10 juin, il s'attaque aux usines Heinkel de Rostock et dans la nuit du 13 au 14 juin, bombarde les dépôts de pétrole de Venise. Le 17 juin, il rase la base navale de Livourne et par ces divers raids obtient quatre citations à l'ordre de l'armée.
Promu capitaine de frégate (octobre 1941), il commande en décembre l'aéronautique navale d'Afrique-Occidentale mais est tué à bord d'un avion de reconnaissance au large de Freetown le 11 octobre 1942 par l'aviation britannique. Il est alors nommé capitaine de vaisseau à titre posthume.

## Récompenses et distinctions
- Chevalier de la Légion d'honneur (1929)[2].
- Son nom est inscrit à l'aérostèle de Hyères-Costebelle (Var), au Mémorial du Cap de la Chèvre (Finistère) et au Mémorial des officiers de marine de Caen.